# Obóz przejściowy w Zbąszyniu
Obóz przejściowy w Zbąszyniu – obóz dla polskich Żydów nie mających obywatelstwa niemieckiego, deportowanych pod koniec października 1938 r. w ramach tzw. Polenaktion z terenu III Rzeszy i przywiezionych na stację kolejową w przygranicznym Zbąszyniu na trasie kolejowej Berlin – Warszawa.

## Historia
Pierwsza grupa Żydów w liczbie 654 osób została przepędzona przez Niemców szosą Zbąszyń-Rogatka 28 października 1938 (piątek) o godz. 20:30. W odległości około kilometra od granicy Żydzi zostali zatrzymani przez polska policję. Po zarządzeniu alarmu w komisariacie zatrzymani zostali cofnięci do granicy i otoczeni kordonem policji i Straży Granicznej. Około godz. 21:00 Niemcy przepędzili wzdłuż toru kolejowego następne 300 osób. 29 października 1938, począwszy od godz. 8:00, w półgodzinnych odstępach, przerzucano kolejne grupy Żydów szosą Chlastawa – Nądnia oraz wzdłuż linii kolejowej na odcinku Nądnia – Zbąszyń. Największa, licząca 700 ludzi, grupa została wypchnięta przez przejście drogowe o godz. 9:30.
Pierwszy transport kolejowy dotarł do Zbąszynia 28 października 1938 o godz. 22:13 i liczył około 900 wypędzonych. Kolejne transporty przybyły do Zbąszynia 29 października 1938 o godz. 2:56 (1050 osób), 9:09 (800 osób), 10:53 (500 osób), 13:00 (500 osób) i 17:39 (550 osób).
Łącznie w dniach 28–29 października 1938 Niemcy przegnali do Zbąszynia 6070 Żydów (według wojewody poznańskiego było to 7477 osób na łączną liczbę 7755 osób wypędzonych przez Niemców na teren całego województwa; liczbę tę potem skorygowano na 7700 i 7450 osób). Część z nich, zwłaszcza dzieci, nie zostały objęte spisem, stąd dane są przybliżone i najprawdopodobniej znacząco zaniżone. Do 31 października 1938 w głąb Polski udało się 2336 osób z wypędzonych. O godz. 15:30 tego dnia możliwość kontynuowania podróży zawieszono, a nad Żydami przebywającymi w Zbąszyniu rozciągnięto przepisy o internowaniu. Przy miejscach zakwaterowania wystawiono posterunki.

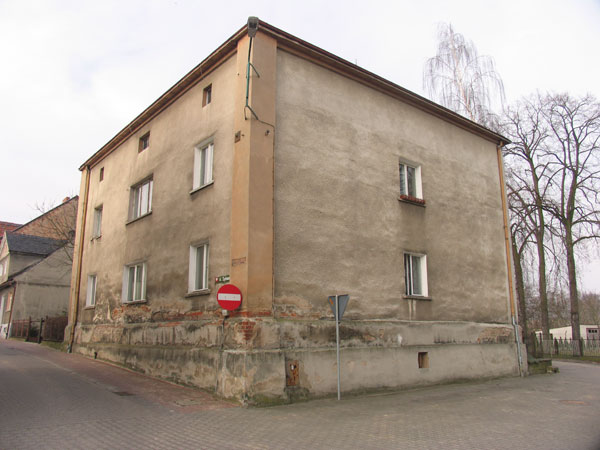
Synagoga w Zbąszyniu (jedno z miejsc zakwaterowania uchodźców)

W pierwszych dniach pobytu zapanowało w mieście zamieszanie – liczba uchodźców przekroczyła liczbę mieszkańców miasta, a tym samym możliwości ich realnego wspierania. Drugiego dnia pobytu miasto zapewniło wypędzonym wyżywienie w postaci porcji zupy ziemniaczanej dziennie. W dniach 29–30 października 1938 rozlokowano Żydów w byłych koszarach wojskowych i zabudowaniach dworcowych. Potem władze, w porozumieniu z prywatnymi właścicielami, wytypowały do zakwaterowania uchodźców, oprócz koszar, także młyn braci Grzybowskich, obiekt dawnej szkoły przy ul. Wolności, synagogę, miejską salę ćwiczeń i zabudowania strzelnicy. Dodatkowo 1500 osób rozlokowano w kwaterach prywatnych. W pierwszej dekadzie listopada 1938 odnotowano rozgęszczanie się kwater zbiorowych i przechodzenie do mieszkań prywatnych. Na początku grudnia 1938 w ośmiu punktach zbiorowego zakwaterowania przebywało 1160 Żydów, w tym 125 dzieci (20% ogółu zatrzymanych w Zbąszyniu). Pomoc lokalnej wspólnoty żydowskiej była minimalna z uwagi na jej szczupłość: 160 wyznawców, w tym 40 mających własne źródło utrzymania (w samym mieście zaledwie sześciu).
Od 30 października 1938 do miasta zaczęła docierać pomoc warszawskiego Ogólnego Komitetu Pomocy Uchodźcom Żydowskim z Niemiec – zaczęto wydawać chleb z masłem, dostarczono do koszar kotły do gotowania kawy i herbaty, a 1 listopada 1938 otwarto trzy kuchnie polowe, wydające regularne posiłki (trzy dziennie). Zbąszyń odwiedzili m.in. Emanuel Ringelblum i Izaak Giterman, który został kierownikiem oddziału Komitetu w Zbąszyniu. Działania komitetu z przychylnością przyjęły polskie władze lokalne. Działalność Komitetu zapobiegła wybuchowi potencjalnych epidemii. Zanotowano po jednym przypadku zachorowania na szkarlatynę i ospę.
W połowie lutego 1939 w Zbąszyniu pozostawało 4439 ludzi, w tym 1022 dzieci i młodzieży oraz 248 osób starszych. Ich sytuacja prawna była od początku niejednoznaczna. Większość legitymowała się ważnymi paszportami polskimi, część posiadała przeterminowane, a nieliczni nie mieli żadnych dokumentów tożsamości. Wbrew przepisom o internowaniu, niektórzy Żydzi próbowali nielegalnie opuścić Zbąszyń – czternaście osób przechwycono i prewencyjnie aresztowano. Ścisły nadzór policyjny zastosowano wobec grupy uchodźców austriackich oraz tych osób, które nie miały dokumentów tożsamości.
Do 20 sierpnia 1939 na stałe do Palestyny, Europy Zachodniej i poza Europę (m.in. Paragwaj i USA) wyemigrowało 898 Żydów. Pierwsi opuścili Zbąszyń 23 listopada 1938.
Opinia międzynarodowa, mimo faktu wypędzenia Żydów przez Niemców z terytorium Niemiec, w większości przyjęła stanowisko antypolskie. Wpłynęło to na stopniowe wydawanie pozwoleń na wyjazd uchodźców w głąb Polski. Początkowo wyjeżdżali starcy i rodziny z dziećmi. Obóz zlikwidowano ostatecznie 26 sierpnia 1939. W dniu tym ze Zbąszynia wyjechało ostatnich 186 wypędzonych, w tym 138 do lat dwudziestu. Wcześniej rozwiązano zbąszyński oddział Ogólnego Komitetu Pomocy Uchodźcom Żydowskim z Niemiec. Nie wszyscy zdołali jednak opuścić miasto i dostali się w ręce nazistów niemieckich. Deportowano ich do gett i obozów na terenie okupowanej Polski. 1 września 1939 przejście graniczne w Zbąszyniu przekroczyły wojska niemieckie i zaczęła się okupacja Polski.

## Osoby przebywające w Zbąszyniu
Do osób przebywających w Zbąszyniu należeli m.in.:
- Józef Jakub Schnecbaum, uczestnik wojny polsko-bolszewickiej, polsko-ukraińskiej, obrońca Przemyśla i Bełza, odznaczony Medalem za Wojnę 1918-1921,
- Ludwik Süsser, doktor nauk prawnych Uniwersytetu Jagiellońskiego, aresztowany przez Niemców w Wiedniu,
- Zindel Grynszpan, ojciec Herschela Grynszpana, wykonawcy zamachu na Ernsta vom Ratha[4].
- Marcel Reich-Ranicki, został wydalony do Zbąszynia, jednak opuścił Zbąszyn, zanim miasto stało się obozem.